# Вероніка Мартінек
Вероніка Мартінек (нім. Veronika Martinek; нар. 3 квітня 1972) — колишня німецька тенісистка.
Найвищу одиночну позицію світового рейтингу — 49 місце досягла 25 березня 1991, парну — 117 місце — 12 вересня 1994 року.
Здобула 1 одиночний та 1 парний титул.
Найвищим досягненням на турнірах Великого шолома було 3 коло в одиночному розряді.
Завершила кар'єру 2001 року.

## Фінали Туру WTA

### Одиночний розряд (1–1)
| Легенда                           |
| Великий шлем (0)                  |
| Чемпіонати WTA (0)                |
| Tier I (0)                        |
| Tier II (0)                       |
| Tier III (0)                      |
| Турніри IV-ї та V-ї категорій (0) |

| Результат | W/L | Рік      | Турнір              | Покриття | Суперниця    | Рахунок  |
| --------- | --- | -------- | ------------------- | -------- | ------------ | -------- |
| Перемога  | 1.  | Лис 1990 | Сан-Паулу, Бразилія | Ґрунт    | Донна Фейбер | 6–2, 6–4 |
| Поразка   | 2.  | Гру 1991 | Сан-Паулу, Бразилія | Ґрунт    | Забіне Гак   | 3–6, 5–7 |

### Парний розряд (1-0)
| Результат | W/L | Рік      | Турнір             | Покриття | Партнерка  | Суперниці                        | Рахунок       |
| --------- | --- | -------- | ------------------ | -------- | ---------- | -------------------------------- | ------------- |
| Перемога  | 1.  | Жов 1993 | Curitiba, Бразилія | Ґрунт    | Забіне Гак | Клаудія Чабалгойті Андреа Віейра | 6–2, 7–6(7–4) |

## Фінали ITF

### Одиночний розряд (1–2)
| Легенда         |
| --------------- |
| турніри $75,000 |
| турніри $25,000 |
| турніри $10,000 |

| Результат | Ранг | Дата           | Турнір                     | Покриття | Суперниця          | Рахунок  |
| --------- | ---- | -------------- | -------------------------- | -------- | ------------------ | -------- |
| Перемога  | 1.   | 3 липня 1989   | Кава-де-Тіррені, Італія    | Ґрунт    | Геллас тер Рієт    | 6–3, 6–4 |
| Поразка   | 2.   | 8 серпня 1994  | Пловдив, Болгарія          | Ґрунт    | Петра Вінценгеллер | 4–6, 0–6 |
| Поразка   | 3.   | 13 червня 1999 | Докси (Чеська Липа), Чехія | Ґрунт    | Мілена Неквапілова | 1–6, 6–7 |

### Парний розряд (3–0)
| Результат | Ранг | Дата           | Турнір              | Покриття | Партнерка      | Суперниці                           | Рахунок                |
| --------- | ---- | -------------- | ------------------- | -------- | -------------- | ----------------------------------- | ---------------------- |
| Перемога  | 1.   | 15 червня 1987 | Салерно, Італія     | Ґрунт    | Даніела Мойсе  | Кейт Макдоналд Гана Ґай             | 7–6, 6–2               |
| Перемога  | 2.   | 17 серпня 1987 | Лісабон, Португалія | Ґрунт    | Река Сіксаї    | Стефанія Далла Валле Беттіна Діснер | 7–6(4), 6–7(5), 7–6(5) |
| Перемога  | 3.   | 7 вересня 1987 | Мадейра, Португалія | Ґрунт    | Мартіна Павлік | Джекі Мастерс Мішелл Парун          | 6–2, 6–4               |